# Токсины Коли

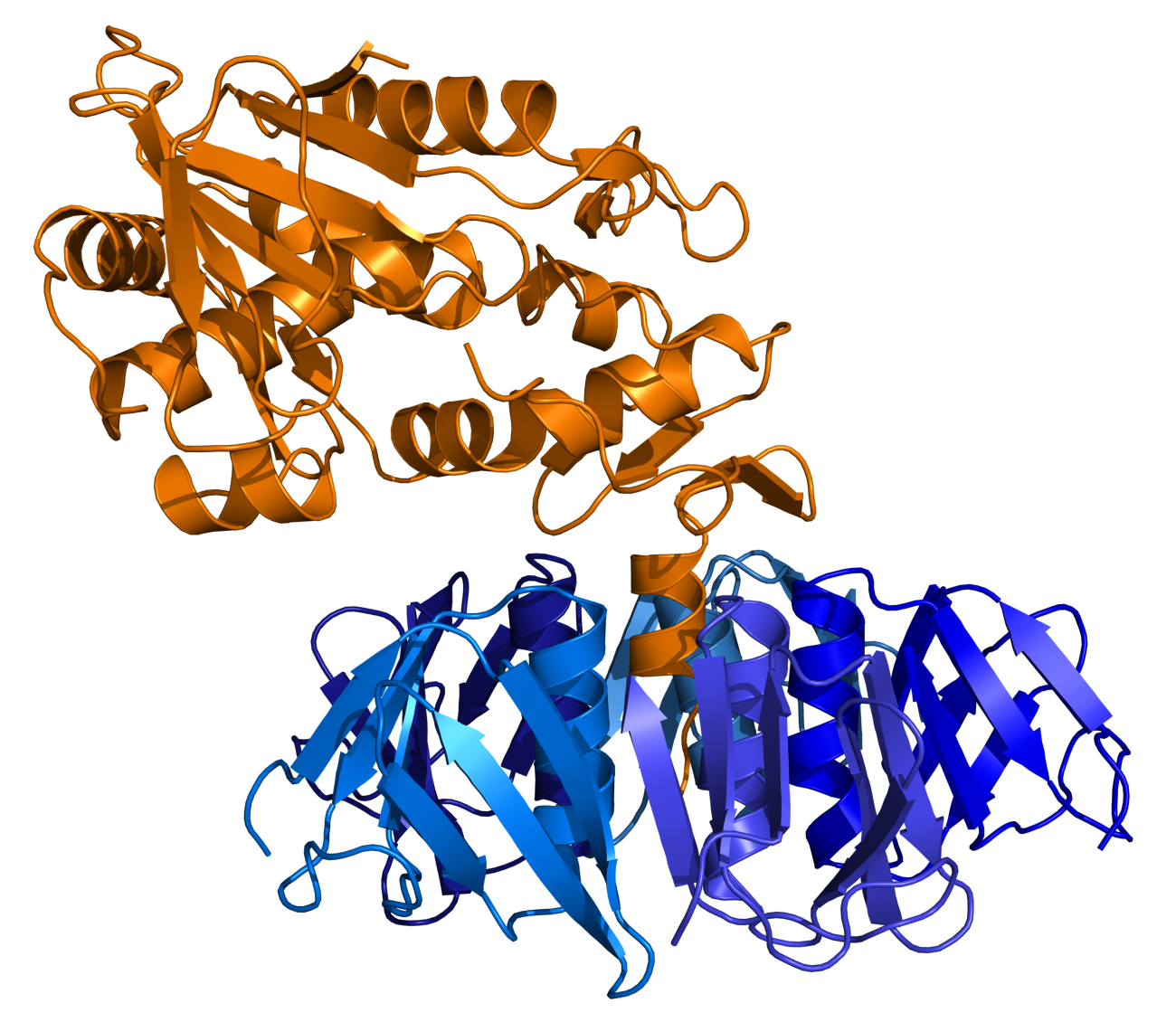
Ленточная диаграмма Веротоксин

Колитоксины — токсины, производимые токсигенными штаммами (серотипами) Escherichia coli.
Хотя большинство штаммов Escherichia coli безвредны, некоторые из них (например, энтерогеморрагическая Escherichia coli) могут вызывать тяжелые болезни пищевого происхождения. Эта бактерия производит токсины, известные как веротоксины, или шигаподобные токсины. Они были названы так из-за сходства с токсинами, производимыми Shigella dysenteriae.
Веротоксины могут вызвать повреждение эндотелия мелких кровеносных сосудов, такие как капилляры легких, печени и почек. Веротоксины являются причиной гемолитико-уремического синдрома, состояния, характеризующейся гемолитической анемией, почечной недостаточностью и тромбоцитопенией.
Для анализа веротоксинов используют метод иммуноферментного анализа.